# Bukovina (Liptovský Mikuláš)
Bukovina (ungarisch ebenfalls Bukovina) ist eine Gemeinde im Norden der Slowakei mit 113 Einwohnern (Stand 31. Dezember 2024), die zum Okres Liptovský Mikuláš, einem Teil des Žilinský kraj, gehört und zur traditionellen Landschaft Liptau gezählt wird.

## Geographie

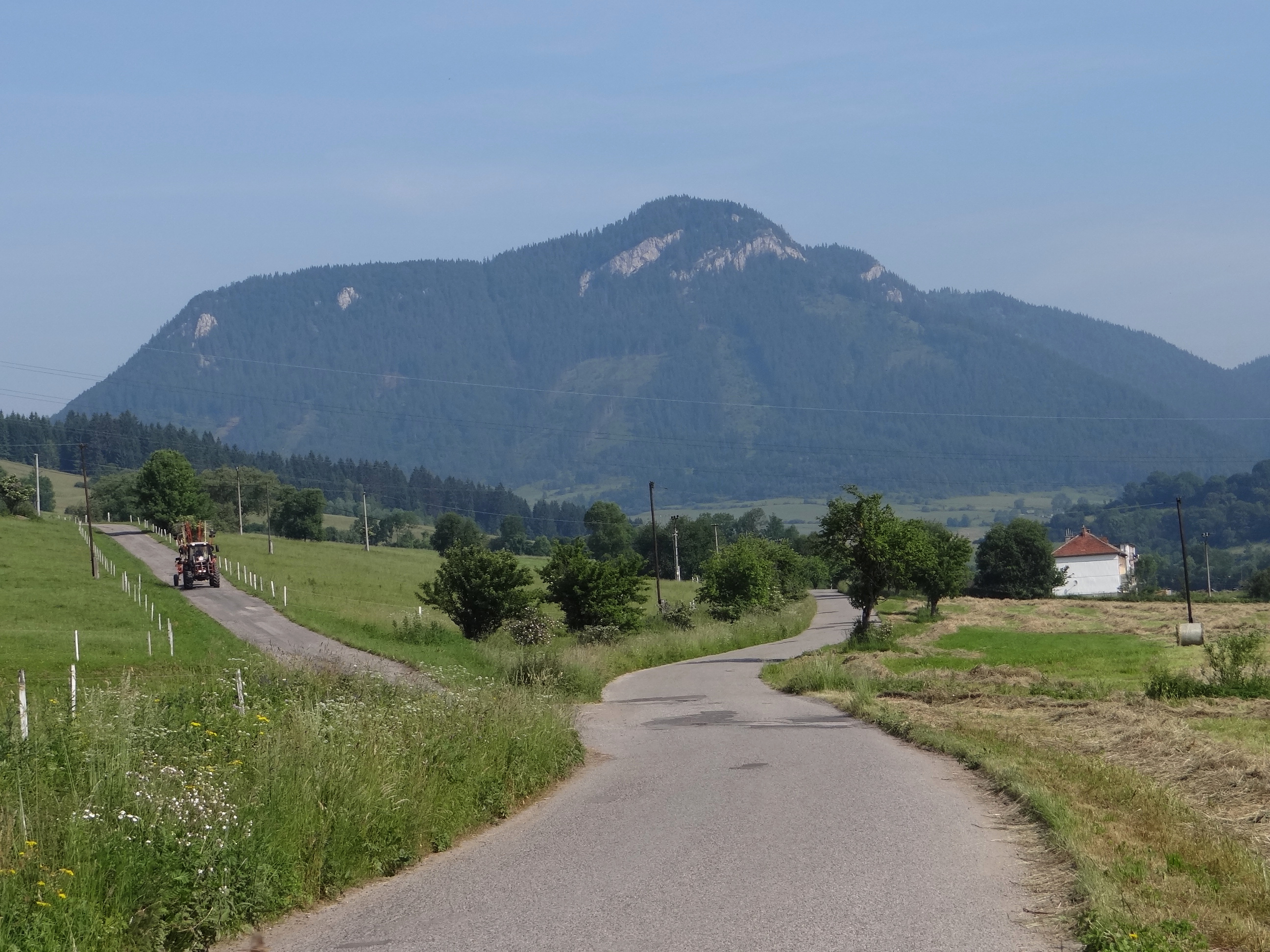
Umgebung von Bukovina

Die Gemeinde befindet sich im Mittelteil des Talkessels Liptovská kotlina (Teil der größeren Podtatranská kotlina) unterhalb des Chočgebirges am Bach Sestrč. Das Ortszentrum liegt auf einer Höhe von 591 m n.m. und ist 17 Kilometer von Liptovský Mikuláš entfernt.
Zur Gemeinde gehören auch die ehemals selbständigen Orte Dušany (nach 1808 eingemeindet) und Jánošovce (nach 1913 eingemeindet).
Nachbargemeinden sind Liptovská Anna im Westen und Norden, Ižipovce im Osten und Bobrovník im Süden.

## Geschichte

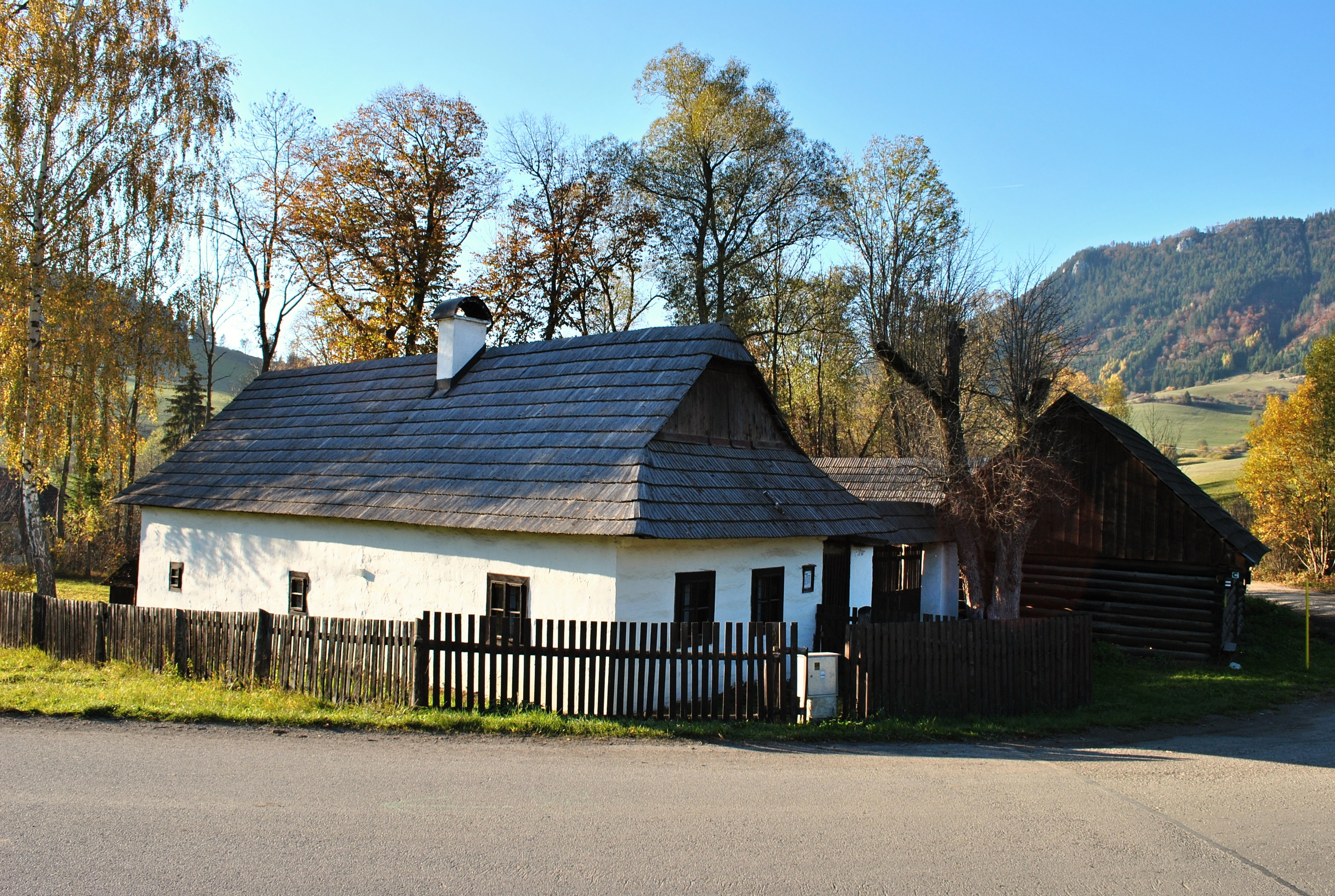
Eines der traditionellen Häuser in Bukovina

Bukovina wurde zum ersten Mal 1297 als silva Nagbukovina schriftlich erwähnt und entstand in einem Wald am Bach Sestrč, den per Donationsurkunde von Andreas III. ein gewisser Ludwig, Sohn von Nose erhielt. Im Laufe der Jahrhunderte war das Dorf Besitz des örtlichen Landadels. 1784 hatte die Ortschaft 17 Häuser und 88 Einwohner, 1828 zählte man 15 Häuser und 159 Einwohner, die als Landwirte und Waldarbeiter beschäftigt waren.
Bis 1918 gehörte der im Komitat Liptau liegende Ort zum Königreich Ungarn und kam danach zur Tschechoslowakei und schließlich zur Slowakei.

## Bevölkerung
| Jahr                | 1994 | 2004     | 2014     | 2024    |
| ------------------- | ---- | -------- | -------- | ------- |
| Anzahl der Personen | 147  | 129      | 107      | 113     |
| Unterschied         |      | −12,24 % | −17,05 % | +5,60 % |

| Jahr                | 2023 | 2024    |
| ------------------- | ---- | ------- |
| Anzahl der Personen | 112  | 113     |
| Unterschied         |      | +0,89 % |

Nach der Volkszählung 2011 wohnten in Bukovina 112 Einwohner, davon 109 Slowaken. Drei Einwohner machten keine Angabe zur Ethnie.
55 Einwohner bekannten sich zur Evangelischen Kirche A. B., 40 Einwohner zur griechisch-katholischen Kirche und ein Einwohner zur evangelisch-methodistischen Kirche. 12 Einwohner waren konfessionslos und bei vier Einwohnern wurde die Konfession nicht ermittelt.